# Maria-Creek-Nationalpark
Der Maria-Creek-Nationalpark (engl.: Maria Creek National Park) ist ein Nationalpark im Nordosten des australischen Bundesstaates Queensland.

## Lage
Er liegt 1.292 Kilometer nordwestlich von Brisbane und 30 Kilometer südlich von Innisfail.
In der Nachbarschaft liegen die Nationalparks Kurrimine Beach, Barnard Island Group und Clump Mountain.

## Landesnatur
Der kleine Nationalpark in der Küstenebene zwischen landwirtschaftlich genutztem Land wird vom Maria Creek in Mäandern durchzogen. Der Bach mündet südlich von Kurrimine Beach in einem Ästuar in die Korallensee. Etwa 60 Prozent des Parks sind Sumpfland.

## Flora und Fauna
Der Nationalpark ist mit tropischem Regenwald bewachsen.
Er ist Teil der Coastal Wet Tropics Important Bird Area, die von BirdLife International wegen ihrer Bedeutung für den Erhalt der Vögel des tropischen Küstenregenwaldes ausgewiesen wurde.

## Einrichtungen und Zufahrt
Das Zelten im Park ist nicht gestattet und es gibt keine angelegten Wege. Im Kurrimine Beach Holiday Park besteht eine nahegelegene Campingmöglichkeit.
Der Park ist über den Bruce Highway (Ausfahrt Kurrimine) erreichbar. Von dort biegt man nach Osten auf die Murdering Point Road ab und erreicht nach 10 Kilometern Kurrimine Beach. Der Nationalpark liegt am Südwestende der Siedlung.